# Slaget ved New Orleans (Borgerkrigen)
|  | For slaget under den britisk-amerikanske krig, se Slaget ved New Orleans (1815) |
Slaget ved New Orleans (25. april til 1. maj 1862) var den ublodige erobring af byen New Orleans under den amerikanske borgerkrig. Efter at have kæmpet sig forbi
Fort Jackson og fort St. Philip var erobringen af byen selv ublodig, og den blev således sparet for den ødelæggelse som ramte mange andre byer i Syden. En stram administration af byen af dens militære guvernør afstedkom imidlertid varigt nag. Erobringen af den største by i konføderationen var et stort vendepunkt i den amerikanske borgerkrig, og en hændelse der havde international betydning.

## Baggrund
En del af Winfield Scott's "Anaconda-planen" drejede sig om at Unionen skulle sikre sig kontrollen med Mississippifloden. En af de første operationer bestod i at gå ind i mundingen af Mississippifloden, sejle op til New Orleans og erobre byen, og dermed lukke udløbet for Konføderationens skibe. I midten af januar 1862 indledte Flagofficer (kontreadmiral) David G. Farragut denne operation med sin Blokade eskadre for den Vestlige Golf. Vejen var snart åben, bortset fra de to teglstens forter, Fort Jackson og Fort St. Philip, der lå ca. 110 km nedenfor New Orleans.
Fra den 18. april til den 28. april bombarderede Farragut-forterne og kæmpede sig derefter forbi forterne i Slaget ved Fort Jackson og St. Philip og fik 13 skibe op af floden den 24. april.

## Slag
Ved middag den 25. april ankrede Farragut op ud for New Orleans. Forterne Jackson og St. Philip, som var isolerede og til stadighed blev bombarderet fra morterbåde overgav sig den 28. april. Snart efter besatte tropper under generalmajor Benjamin Franklin Butler byen, som overgav sig uden kamp. Unionens styrker lod indgravere: "Unionen må og skal bevares" på statuen af Andrew Jackson som ærede ham for slaget ved Orleans i Krigen i 1812.

## Efterspil
Butler blev militærguvernør i byen og i hans ledelse viste han stor fasthed og hårdhed. New Orleans var usædvanlig sund og ordentlig under hans styre. Mange af hans forordninger gav imidlertid anledning til stor fornærmelse, såsom konfiskationen af $ 800.000, som var blevet indbetalt til den hollandske konsul og hans fængsling af den franske champagne magnat Charles Heidsieck. Mest forhadt var Butlers General Order nr. 28 af 15. maj, som blev udstedt efter en del provokationer, om at enhver kvinde, som fornærmede eller udviste foragt for en officer eller soldat fra Unionen, skulle betragtes og behandles, som om hun var prostitueret. Denne ordre afstedkom protester fra både Nord- og Sydstaterne og også fra England og Frankrig, og det var uden tvivl årsagen til at han blev fjernet fra sin post den 17. december 1862. Han fik øgenavnet "Beast Butler," og "Spoons," for sin påståede vane med at nole sølvtøjet i de Sydstatshjem hvor han boede.
Den 7. juni, lod han en William B. Mumford henrette, fordi han havde revet Unionensflaget, som Farragut havde hejst over Møntværket i New Orleans, ned. På grund af denne henrettelse blev han i december 1862 kritiseret af den konfødererede præsident Jefferson Davis i sin General Order 111, som en forbryder, der fortjente dødsstraf, og som hvis han bliver taget til fange vil blive henrettet. Butlers styre gav byen fordele, idet den blev holdt både sund og ryddelig. I slutningen af krigen havde Nathaniel P. Banks kommandoen over New Orleans.